# Jan Schindler (1802–1890)
Jan Chrzciciel Schindler (ur. 3 września 1802 w Stanisławowie, zm. 4 kwietnia 1890 w Krakowie) – austriacki teolog, ksiądz i polityk, w latach 1839–1846 prezes Senatu Rządzącego Wolnego Miasta Krakowa.

## Życiorys
Był synem osiadłego w Austrii emigranta ze Szwajcarii, Józefa oraz Petroneli ze Stroblów. Studiował filozofię we Lwowie oraz teologię w Wiedniu. W 1825 roku przyjął święcenia kapłańskie. W 1832 roku przybył do Krakowa – został kanonikiem krakowskim, a także objął stanowisko profesorskie na Wydziale Teologii Uniwersytetu Jagiellońskiego, gdzie w kolejnym roku został dziekanem (pełnił tę funkcję do 1836 roku). Podjął prace nad reformą uczelni, będąc współautorem ograniczającego jej autonomię Statutu Organicznego z 1833 roku (w późniejszym okresie był też jej kuratorem). Został wówczas proboszczem parafii św. Mikołaja; był też komendatoryjnym opatem mogilskim.
W 1836 roku został komisarzem rządowym szkół, a w kolejnym roku – senatorem dożywotnim. Od 1839 do 1841 roku na zmianę z innymi senatorami pełnił obowiązki prezesa Senatu Rządzącego Wolnego Miasta Krakowa, a w marcu 1841 roku oficjalnie objął tę funkcję i pełnił ją do 1846 roku. Podczas pełnienia tej funkcji uporządkował finanse miasta oraz podjął szereg inicjatyw modernizacyjnych (odnowa reprezentacyjnych budynków, brukowanie ulic, rozbudowa kanalizacji, podjęcie budowy Mostu Podgórskiego). Mimo to był niepopularny wśród mieszkańców miasta z powodu swej austrofilskiej postawy i uległości wobec rezydentów państw zaborczych. Źle przyjęto także zerwanie przezeń układu handlowego z Królestwem Polskim, co negatywnie wpłynęło na życie gospodarcze miasta.
W lutym 1846 roku, podczas powstania krakowskiego uciekł z Krakowa wraz z wojskami austriackimi. Po powrocie jeszcze w tym samym roku wycofał się z życia publicznego i oddał się pracy naukowej; mieszkał w klasztorze kamedułów na Bielanach (tam został też pochowany). Swoją bibliotekę liczącą 11 075 woluminów, a zawierającą książki z języków wschodnich, historii, nauk przyrodniczych i lekarskich zapisał Bibliotece Jagiellońskiej.
Był członkiem Towarzystwa Naukowego Krakowskiego oraz szeregu zagranicznych instytucji naukowych. W 1833 został uhonorowany godnością doktora honoris causa Uniwersytetu Jagiellońskiego, był baronem cesarstwa austriackiego z tytułem von Schindelheim, członkiem Izby Panów Rady Państwa. Kawaler orderów: pruskiego Orła Czerwonego, rosyjskiego św. Stanisława i austriackiego Żelaznej Korony.